# Ejjeh
L’ejjeh (عجه, egga) est un plat traditionnel d'Égypte, du Liban et de Syrie à base d'œuf et d'un mélange d'épices comme le poivre, la cannelle, le cumin, le curcuma, les graines de coriandre, la noix de muscade et les herbes fraîchement coupées. 
C'est une sorte d'omelette comparable au kookoo perse, à la tortilla espagnole ou la frittata italienne.
Selon les recettes, on peut y ajouter du persil, des oignons, de la tomate. Certaines variantes peuvent inclure des légumes grillés ou de la viande. L'ejjeh est servi en entrée ou en plat principal.